# Warbleton
Warbleton is een civil parish in het bestuurlijke gebied Wealden, in het Engelse graafschap East Sussex met 1375 inwoners.